# No Flex Zone
No Flex Zone ist die Debütsingle des US-amerikanischen Hip-Hop-Duos Rae Sremmurd, bestehend aus Swae Lee und Slim Jxmmi. Sie wurde am 18. Mai 2014 von EarDrummers Entertainment und Interscope Records als Leadsingle ihres Debüt-Studioalbums SremmLife (2015) veröffentlicht. Produziert wurde der Song von Mike Will Made It und A+.

## Remix
Der offizielle Remix enthält Gaststrophen von den amerikanischen Rappern Nicki Minaj und Pusha T, die Strophen von Pusha T und Nicki Minaj stammen aus ihren Freestyles des Songs. Der Westcoast-Rapper Kid Ink hat den Song ebenfalls geremixt, mit Travis Porter und Hardhead.

## Verwendung
Das Lied ist in einer Folge der Fernsehserie Black-ish zu hören.

## Kommerzieller Erfolg

### Chartplatzierungen
| ChartsChartplatzierungen       | Höchstplatzierung | Wochen |
| ------------------------------ | ----------------- | ------ |
| Vereinigte Staaten (Billboard) | 36 (20 Wo.)       | 20     |

### Auszeichnungen für Musikverkäufe
| Land/Region               | Auszeichnungen für Musikverkäufe (Land/Region, Auszeichnung, Verkäufe) | Verkäufe  |
| ------------------------- | ---------------------------------------------------------------------- | --------- |
| Brasilien (PMB)           | Gold                                                                   | 30.000    |
| Vereinigte Staaten (RIAA) | 3× Platin                                                              | 3.000.000 |
| Insgesamt                 | 1× Gold · 3× Platin ·                                                  | 3.030.000 |